# Citomika
A citomika a sejtek és sejtrendszerek (citomok) sokféleségének vizsgálata a sejt szintjén, annak érdekében, hogy a lehető legtöbb információt összegyűjtse a sejt molekuláris szintű fenotípusáról, inputot szolgáltatva a matematikai modellezés számára és visszafejtse a molekuláris útvonalak működését (rendszercitomika). A felhasznált módszerek közé molekuláris és mikroszkópos technikák tartoznak, melyek lehetővé teszik a sejt számos összetevőjének és azok interakcióinak in vivo megjelenítését.